# Борозда (Хакасия)
Борозда́ — деревня в Боградском районе в Хакасии, в 54 км от райцентра — с. Боград.
Расстояние до ближайшей ж.-д. станции Шира — 95 км, до г. Абакана — 115 км. Рядом с деревней проходит автодорога Р257 «Енисей».

## История
Образована в 1954 году в связи с освоением целины в Хакасии. Ранее имелись начальная школа, фельдшерско-акушерский пункт, сельский клуб. Трудоспособное население работает в ЗАО «Первомайское».

## Население
| 2002 | 2010 |
| ---- | ---- |
| 168  | ↘127 |

Национальный состав
В 2002 году — русские (84 %)